# IX Korpus Armijny (III Rzesza)
IX Korpus Armijny – jeden z niemieckich korpusów piechoty, uczestniczył w agresji na Polskę i Francję oraz ataku na Związek Radziecki. 
Sformowany w 1935 roku w oparciu o sztab 3 Dywizji Kawalerii. W składzie 12 Armii uczestniczył w zajęciu Czechosłowacji przez reżim III Rzeszy. Brał udział w ataku na Polskę. Następnie uczestniczył w 1940 roku w inwazji na Francję i w 1941 roku agresji na ZSRR, na terenie którego walczył do 1944 roku. W tym czasie składał się z 252 DP i GT D i wchodził w skład 3 Armii Pancernej. Podczas Operacji Bagration prowadzonej przez Armię Czerwoną od 22 czerwca 1944, odcinek frontu obsadzony przez IX Korpus Armijny w rejonie Witebska został przełamany przez oddziały 6 Gwardyjskiej Armii i 43 Armii.
W 1945 roku nadal prowadził działania bojowe w Prusach Wschodnich przeciw Armii Czerwonej.

## Dowódcy korpusu
- gen. Friedrich Dollmann
- gen. Hermann Geyer
- gen. Hans Schmidt
- gen. Heinrich Clößner
- gen. Rolf Wuthmann
- gen. por. Hermann Hohn od 20 kwietnia 1945 do kapitulacji[5]

## Struktura organizacyjna
Skład 15 lipca 1944:
- 212 Dywizja Piechoty
- 252 Dywizja Piechoty
- G Werthern
- GT D